# Bernstein Netzwerk
Das Bernstein Netzwerk ist ein Forschungsverbund im Bereich der Computational Neuroscience; dieses Gebiet verbindet experimentelle neurowissenschaftliche Ansätze mit theoretischen Modellen und Computersimulationen.

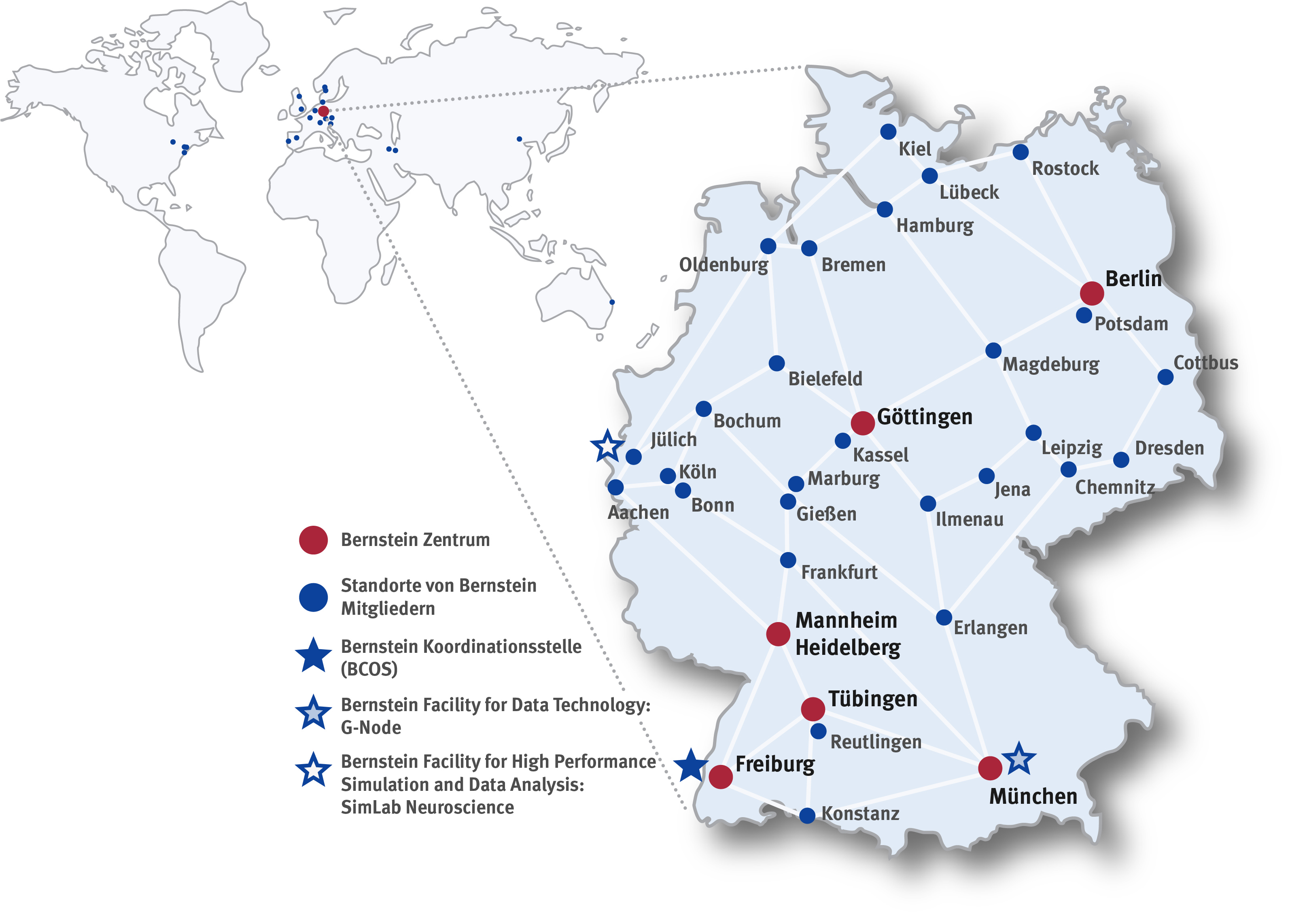
Bernstein Netzwerk Computational Neuroscience weltweit

Das Netzwerk geht auf eine Förderinitiative des Bundesministeriums für Bildung und Forschung (BMBF) zurück und wurde 2004 mit dem Ziel gegründet, Kapazitäten im Bereich der Computational Neuroscience weiterzuentwickeln und den Transfer von theoretischen Erkenntnissen hin zu klinischen und technischen Anwendungen voranzubringen. Das Netzwerk besteht nach mehr als zehnjähriger Förderung durch das BMBF aus mehr als 200 Arbeitsgruppen.
Es ist nach dem deutschen Physiologen und Biophysiker Julius Bernstein (1839–1917) benannt, dessen „Membrantheorie“ (1902) eine erste biophysikalische Erklärung dafür lieferte, wie Nervenzellen Informationen durch elektrische Ströme weiterleiten und verarbeiten.

## Geschichte
Das Nationale Bernstein Netzwerk Computational Neuroscience (NNCN) ist ein deutsches Forschungsnetzwerk, das 2004 als Förderinitiative des Bundesministeriums für Bildung und Forschung eingerichtet wurde. Ziel der Initiative war die langfristige Etablierung der Forschungsdisziplin Computational Neuroscience in Deutschland.
Im Rahmen der Hightech-Strategie der Bundesregierung wird das Bernstein Netzwerk mittlerweile mit einem Gesamtvolumen von rund 170 Mio. Euro unterstützt. Das Netzwerk umfasst bundesweit über 200 Arbeitsgruppen an mehr als 25 Standorten. Die beteiligten Forschungsgruppen sind an Universitäten und außeruniversitären Forschungsinstituten (Fraunhofer-, Helmholtz-, Leibniz- und Max-Planck-Instituten) angesiedelt. Mithilfe einer BMBF-Anfinanzierung wurden an deutschen Universitäten im Rahmen des Bernstein Netzwerks 22 neue Professuren im Themenfeld der Computational Neuroscience geschaffen, die dauerhaft von den Bundesländern weitergeführt werden.
Wissenschaftler des Netzwerks sind an Studiengängen und Weiterbildungsangeboten beteiligt.
In Kooperation mit mehr als zwanzig Industriepartnern werden konkrete biomedizinische oder technologische Anwendungsperspektiven (weiter-)entwickelt (s. z. B. Brain-Computer-Interface, Retina-Implantat, Cochlea-Implantat, Prothese, Fahrerassistenzsysteme, Neuromorphe Chips). In Zusammenarbeit mit klinischen Forschern werden neue Diagnosemethoden, Therapieansätze oder Hilfsmittel für neurologische oder psychiatrische Erkrankungen erforscht (z. B. Epilepsie, Tinnitus, Amyotrophe Lateralsklerose, Parkinson-Krankheit, Schlaganfall, Depression, Schizophrenie).

## Struktur
Sechs Bernstein-Zentren (in Berlin, Freiburg, Göttingen, Heidelberg-Mannheim, München und Tübingen) bilden lokale Strukturkerne des Bernstein Netzwerks. Als zusätzliche, kleinere Strukturkerne wurden während der BMBF Förderphase fünf Bernstein-Gruppen (in Bochum, Bremen, Heidelberg, Jena und Magdeburg) eingerichtet. Mehrere Bernstein-Kooperationen verknüpfen Bernstein Zentren mit weiteren, deutschlandweit verteilten Arbeitsgruppen.

## Preise

### Bernstein Preis
Von 2006 bis 2015 vergab das BMBF den Bernstein Award an einen herausragenden Nachwuchswissenschaftler auf dem Gebiet der Computational Neuroscience. Der mit bis zu 1,25 Millionen Euro über fünf Jahre dotierte Preis ermöglichte den Aufbau einer unabhängigen Nachwuchsgruppe an einer deutschen Forschungseinrichtung.

#### Preisträger
- 2006: Matthias Bethge: „Erforschung der neuronalen Kodierung in den frühen visuellen Verarbeitungsstufen“
- 2007: Jan Benda: „Die Rolle des Rauschen in der sensorischen Signalverarbeitung“
- 2008: Susanne Schreiber: „Von der Zelle zum neuronalen Netzwerk: Einfluss zell-intrinsischer Eigenschaften auf die Verarbeitung neuronaler Signale“
- 2009: Jan Gläscher: „Modulation von Wert-Repräsentationen bei der menschlichen Entscheidungsfindung: ein neurocomputationaler Ansatz“
- 2010: Udo Ernst: „Wie greifen Faktoren wie Wissen und Kontext in die visuelle Bildverarbeitung ein?“
- 2011: Henning Sprekeler: „Lernen und Gedächtnis in balancierten Systemen“
- 2012:
  - Tim Vogels: „Was unser Gehirn so flexibel macht“
  - Ilka Diester: „Wie unser Gehirn Bewegung kodiert“
- 2013: Hermann Cuntz: „Gehirnverschaltungen auf der Spur“
- 2014: Raoul-Martin Memmesheimer: „Wie Nervenzellen zeitgenau kommunizieren“
- 2015: Philipp Berens: „Der Netzhaut auf den Grund gehen“

### Valentin Braitenberg Award
Seit 2012 vergibt das Bernstein Netzwerk den Valentin Braitenberg Award der nach dem Südtiroler Hirnforscher Valentin Braitenberg benannt ist. Der Preis wird alle zwei Jahre für herausragende wissenschaftliche Leistungen in Computational Neuroscience verliehen.

#### Preisträger
- 2012: Moshe Abeles
- 2014: Alexander Borst
- 2016: David Willshaw
- 2018: Wulfram Gerstner
- 2021: Eve Marder
- 2023: Nicolas Brunel für seine „bahnbrechende Arbeit, die neue Perspektiven in den Bereichen Kodierungsoptimierung, Gedächtnis und Dynamik eröffnet“[7]
- 2024: Sara Solla für ihre "herausragenden Beiträge zur komputationalen Neurowissenschaft über Jahrzehnte hinweg"[8]

## Einbindung in die internationale Forschungslandschaft
Der deutsche INCF-Knoten (G-Node) verbindet das Bernstein-Netzwerk mit dem internationalen Netzwerk der International Neuroinfomatics Coordination Facility.
Von 2010 bis 2015 förderte das BMBF in Zusammenarbeit mit der National Science Foundation (NSF) und den National Institutes of Health (NIH) im Rahmen des Bernstein-Netzwerks bzw. dem CRCNS-Programm deutsch-US-amerikanische Kooperationsprojekte auf dem Gebiet der Computational Neuroscience.
In Zusammenarbeit von BMBF, Deutscher Forschungsgemeinschaft (DFG) und dem Japan Science and Technology Agency (JST) wurden 2011 erstmals deutsch-japanische Kooperationsprojekte in Computational Neuroscience ausgeschrieben.

## Bernstein-Konferenz
Die Bernstein Konferenz ist die größte jährlich in Europa stattfindende Konferenz im Bereich der Computational Neuroscience. Sie zieht ein internationales Publikum aus aller Welt an und wurde bis 2017 an jährlich wechselnden Standorten von Mitgliedern des Netzwerks organisiert. In den Jahren 2018–2022 findet die Bernstein Konferenz in Berlin statt. Die Konferenz bietet einen breiten Überblick über die Themengebiete der Computational Neuroscience und Neurotechnologie.

## Bernstein Netzwerk Computational Neuroscience e. V.
Im Jahr 2009 gründeten Mitglieder des Bernstein-Netzwerks den gemeinnützigen Verein Bernstein Netzwerk Computational Neuroscience e. V., der sich zum Ziel gesetzt hat, Wissenschaft, Forschung und Lehre in den Computational Neuroscience zu fördern und Forschungsinhalte und -ergebnisse an die Öffentlichkeit zu bringen. Das Bernstein Netzwerk Computational Neuroscience steht allen Forschern auf diesem Gebiet oder verwandten Gebieten offen. Die Einzelmitgliedschaft muss von zwei aktiven Bernstein-Mitgliedern unterstützt werden.